# 館林市立第九小学校
館林市立第九小学校(たてばやししりつだいきゅうしょうがっこう)は、群馬県館林市足次町にある公立小学校。

## 沿革
公式サイト 沿革

## 学区
- 足次町[2]
- 傍示塚町[2]
- 上早川田町[2]
- 下早川田町[2]
- 大新田町[2]
- 岡野町の一部[2]

## 周辺
- カルピス未来のミュージアム

## アクセス
最寄り駅は、東武佐野線渡瀬駅。